# チャールズ・バークレー
- チャールズ・バークリー

チャールズ・ウェイド・バークレー (Charles Wade Barkley, 1963年2月20日 - ) は、アメリカ合衆国・アラバマ州リーズ出身の元プロバスケットボール選手であり、現在はテレビ解説者。「Sir Charles（サー・チャールズ）」、「Chuck（チャック）」、「the Round Mound of Rebound」、日本では「空飛ぶ冷蔵庫」などの愛称を持つバークレーは、現役時代にNBAで16シーズン、3チームでプレーした。NBAオールスター、オールNBAチームともに11回選出され、1993年にはNBA最優秀選手 (MVP) にも輝いた。NBA50周年の際には、NBA史上最も偉大な50人の選手に選ばれ、NBA75周年を記念した「NBA史上最も偉大な選手75人」にも選出されている。
NBA史上、通算20,000得点、通算10,000リバウンド、通算4,000アシストを達成した5人の選手の一人。
バークレーはファンやメディアから人気があり、リーグ最後の13シーズンはNBAのオールインタビューチームに選ばれた。1991年3月に若い女の子につばを吐きかけようとしたときや、1993年にはスポーツ選手はロールモデルとみなされるべきではないと宣言するなど、コート内外で頻繁に喧嘩をし、時には国民的論争を巻き起こすこともあった。現役引退後は、NBAのアナリストとして成功を収めている。ターナー・ネットワーク・テレビジョン (TNT) のインサイド・ザ・NBAでは、シャキール・オニール、ケニー・スミス、アーニー・ジョンソンとともに、NBAの試合中継のスタジオ解説者を務めている（スポーツ・エミー賞を4部門受賞）。また、バークレーは何冊か本を出版しており、政治にも関心を示している。

## 生い立ち
バークレーは、バーミンガムから10マイル離れたアラバマ州リーズで生まれ育った。彼は、隔離された白人だけの町の病院で生まれた最初の黒人の赤ん坊であり、彼の小学校では黒人生徒のグループに属していた。幼い頃、父親が弟のダリル・バークレーを含む家族を捨てたため、両親は離婚した。母親は再婚し、息子のジョン・グレンをもうけた。もう一人の弟レニー（Rennie）は幼少時に死亡し、継父は11歳の時に事故で他界した。
高校は地元のリーズ高校に進学。1年生の時にバークレーは身長5フィート10インチ (178 cm)、体重220ポンド (100 kg)だった。学校代表チームには入れず、控え選手であったが、夏の間に6フィート4インチ (193 cm) まで身長が伸び、4年生になると代表チームのスターターの座をつかんだ。1試合平均19.1得点、17.9リバウンドを記録し、チームを26勝3敗に導き、州準決勝にも進出した。バークレーが大学のスカウトから注目されるようになったのは、州高校準決勝で、アラバマ州で最もスカウトされているボビー・リー・ハートを相手に26得点をあげたときであった。オーバーン大学のヘッドコーチ、ソニー・スミスのアシスタントがこの試合を観戦し、「風のようにプレーできる太った男がいる...」とスミスに報告したという。その後、バークレーはすぐにスミスにスカウトされ、オーバーン大学在学中に経営学を専攻した。

## 大学時代
オーバーン大学でプレーしていた頃にさらに頭角を表し始める。この頃には既に身長にしては体重があり、それをからかう記者などもいた。跳躍力と体重を活かしたリバウンドを持ち味に評価を高め、ついには1984年のオリンピック代表候補となるが、最終的には選考から漏れている。身長の低さと太り気味の体型を感じさせないダンクやブロックショットでファンを沸かせ、人気者になった。ディフェンスリバウンドを取ると、パスではなく、ドリブルでコートを縦断し、最後は両手でダンクを決めるという場面もよく見られた。その体格と技術から「The Round Mound of Rebound」「Crisco Kid」と呼ばれるようになった。

## NBAキャリア

### フィラデルフィア・76ers
1984年のNBAドラフトで、フィラデルフィア・76ersより全体5位で指名を受ける。キャリア初期は体重コントロールが出来ず、走ることが苦しかったと語っているが、ウェイトトレーニングをして、身体ができてからトップレベルでやれる自信がついたと話す通り、プレーもどんどん向上していった。Dr. Jこと ジュリアス・アービングやモーゼス・マローンら歴史に残る名選手に囲まれながらも、バークレーは次第に存在感を示すようになり、1987年にはオールスター戦出場を果たす。
個人成績はリーグ屈指のスター選手にふさわしいものになっていたが、チーム成績は降下していき、バークリーはチームのフロントに不満を持つようになる。1992年、ドリームチームの一員として金メダルを獲得した後、自ら志願したトレードによりフェニックス・サンズへと移籍した。

### フェニックス・サンズ
新チームに移ったそのシーズン、リーグ屈指のPGケビン・ジョンソンとバークリー、セドリック・セバロスら将来を嘱望される若手、またダン・マーリーらベテランがうまく噛み合い、サンズはブルズをも上回るリーグ最高の62勝20敗という成績を上げ、バークリーはMVPを受賞。NBAファイナルに進出、マイケル・ジョーダン率いるシカゴ・ブルズと対戦。しかしチームは、ホームゲームで全敗したことが大きく響き、シリーズはブルズの4勝2敗の勝利で終わり、バークリーは悲願の優勝を逃す。
この次期以降、バークリーは怪我がちになり欠場が増えるようになり、また同じくチームの柱であったケビン・ジョンソン、ダニー・マニングといった他のオールスター級の選手が軒並み怪我を起こし、サンズは唯一ダン・マーリーだけが安定して出続ける満身創痍のチームとなりブルズに対抗できるスター軍団と目されていたにもかかわらず、結果を残す事が出来ずに二度とNBAファイナルへの進出はならず、バークレーとチームオーナー、ジェリー・コランジェロの間の確執が表面化した。

### ヒューストン・ロケッツ
1996年、バークリーは優勝できる新天地を求めヒューストン・ロケッツに移籍。アキーム・オラジュワンやクライド・ドレクスラーといった当時を代表する選手をチームメートに得る。しかしNBAファイナル進出はならず、1998年にドレクスラーは引退。翌シーズンは入れ替わりにスコッティ・ピッペンが加入するもののまたもやファイナル進出は果たせなかった。1999年12月8日の古巣フィラデルフィア・セブンティシクサーズ戦で左膝の腱断裂という全治6か月の重傷を負い、その翌日にシーズン限りでの引退を発表した。その際、数年前にコート内外での態度に対して苦言を呈し、舌戦を繰り広げていたアレン・アイバーソンも引退会見に駆けつけ、労を労った。その後、怪我を負いコートから担ぎ出される姿で終わりたくないとの思いからリハビリを開始。見事に最終戦に間に合わせ、わずか6分間であるが出場し、リバウンド、ゴールも記録した。

### 引退後
引退後はTNTでコメンテーターの仕事をしている。現役時代には映画『ホットショット』でビル・レインビアとともにカメオ出演し、また『スペース・ジャム』ではマイケル・ジョーダンらと共演した。
1996年にNBA創設50周年を記念して選出された「50年の歴史で偉大な50人の選手」の1人。10年後の2006年にはバスケットボール殿堂に迎え入れられた。2001年、バークリーがフィラデルフィア・76ersで使用していた背番号「34」が同チームで永久欠番となり、2004年にフェニックス・サンズのリング・オブ・オナーとして背番号「34」が称えるためのバナーを掲揚している。
時折彼がアラバマ州知事選に出馬するとの噂がのぼり、その度バークリー自身はそれを否定してきたが、2006年には2010年の知事選出馬に意欲を見せた。バークリーは従来共和党支持を明言していたが、2010年の知事選に出る場合には民主党からの出馬になると述べた。

## プレースタイル
バークレーは主にパワーフォワードのプレーしていたが、時折スモールフォワードやセンターでもプレーしていた。彼はバスケットボール選手としては珍しい体格で知られ、他のスモールフォワードよりもがっしりしているが、対戦したほとんどのパワーフォワード選手よりも背が低かった。しかし、バークレーはその強さと敏捷性の組み合わせにより、背の高い相手や素早い相手にも勝つことができた。身長198 cm（実際は193-195 cm）とガード並だが、常時体重115 kgを超える非常に大柄な選手で、重量級ながらも極めて高い運動能力を有しており、コート上を端から端まで高速で駆け抜けるスピード、リングの遥か上まで手が届く豊かな跳躍力を発揮した。高い運動能力と巨躯が生み出す圧力で、2メートルを超える大男たちを打ち負かした。
リーグ屈指のオールラウンダーであり、得点、パス、リバウンド、ブロックショットといったあらゆる部門において毎試合高度な能力を魅せた。圧倒的パワー、広いウイングスパン、高い跳躍と走力を併せ持っており、パワーフォワードというポジションでありながら、ガードと並走する姿がよく見られるほど前衛を走る走力があり、なおかつパワーに恵まれていたためドリブルでそのままダンクまで持ち込むパワフルなシーンが多かった。一方トランジションの場面においても、インサイドではポストアップからのスピンムーブ、アウトサイドでも優れたクイックネスを発揮し、ミドルレンジや、時に3Pなどのロングジャンパーも使う。ボールハンドリングも巧く、自身が攻撃の起点となり敵チームの隙を突いたパス捌きでアシストも多く記録。特に有名なのが、トップポジションからバックビハインドでゴール下へアシストしたプレイで、ハイライトによく使われる。当時のパワーフォワードとしては攻撃の選択肢が幅広い希少な選手であった。
過度なハッスルプレイや奇想天外な言動、あからさまなラフプレイが引き起こした数々の揉め事から、「冷静沈着」の対極に位置する人物として認識されやすい。しかし、稀有な高いバスケットボールIQと要所で機転を利かせられるクレバーなプレイスタイルを持ち合わせているため、決して一筋縄ではいかない選手であった。
大変な毒舌家であり、ラフプレイと口の悪さでマッチアップマンを苛立たせるNBA史上屈指のトラッシュ・トーカーだったが、抜群のユーモアセンスでファンが多かった。
SLAM誌のNBA選手ランキングで、バークレーは歴代トップ20にランクインした。その中で元NBA選手で殿堂入りしたビル・ウォルトンがバークレーの能力についてコメントしている。「バークレーは、マジック（ジョンソン）やラリー（バード）のようにポジションを選ばない選手だ。彼はすべてをこなし、バスケットボールをするんだ。バークレーと同じことをする人は誰もいない。彼は圧倒的なリバウンド、圧倒的なディフェンス、3ポイントシューター、ドリブラー、プレーメーカーなんだ」。

## 個人成績

### レギュラーシーズン
| シーズン     | チーム       | GP    | GS    | MPG  | FG%  | 3P%  | FT%  | RPG   | APG | SPG | BPG | PPG  |
| ------------ | ------------ | ----- | ----- | ---- | ---- | ---- | ---- | ----- | --- | --- | --- | ---- |
| 1984–85      | PHI          | 82    | 60    | 28.6 | .545 | .167 | .733 | 8.6   | 1.9 | 1.2 | 1.0 | 14.0 |
| 1985–86      | PHI          | 80    | 80    | 36.9 | .572 | .227 | .685 | 12.8  | 3.9 | 2.2 | 1.6 | 20.0 |
| 1986–87      | PHI          | 68    | 62    | 40.3 | .594 | .202 | .761 | 14.6* | 4.9 | 1.8 | 1.5 | 23.0 |
| 1987–88      | PHI          | 80    | 80    | 39.6 | .587 | .280 | .751 | 11.9  | 3.2 | 1.3 | 1.3 | 28.3 |
| 1988–89      | PHI          | 79    | 79    | 39.1 | .579 | .216 | .753 | 12.5  | 4.1 | 1.6 | 0.9 | 25.8 |
| 1989–90      | PHI          | 79    | 79    | 39.1 | .600 | .217 | .749 | 11.5  | 3.9 | 1.9 | 0.6 | 25.2 |
| 1990–91      | PHI          | 67    | 67    | 37.3 | .570 | .284 | .722 | 10.1  | 4.2 | 1.6 | 0.5 | 27.6 |
| 1991–92      | PHI          | 75    | 75    | 38.4 | .552 | .234 | .695 | 11.1  | 4.1 | 1.8 | 0.6 | 23.1 |
| 1992–93      | PHX          | 76    | 76    | 37.6 | .520 | .305 | .765 | 12.2  | 5.1 | 1.6 | 1.0 | 25.6 |
| 1993–94      | PHX          | 65    | 65    | 35.4 | .495 | .270 | .704 | 11.2  | 4.6 | 1.6 | 0.6 | 21.6 |
| 1994–95      | PHX          | 68    | 68    | 35.0 | .486 | .338 | .748 | 11.1  | 4.1 | 1.6 | 0.7 | 23.0 |
| 1995–96      | PHX          | 71    | 71    | 37.1 | .500 | .280 | .777 | 11.6  | 3.7 | 1.6 | 0.8 | 23.2 |
| 1996–97      | HOU          | 53    | 53    | 37.9 | .484 | .283 | .694 | 13.5  | 4.7 | 1.3 | 0.5 | 19.2 |
| 1997–98      | HOU          | 68    | 41    | 33.0 | .485 | .214 | .746 | 11.7  | 3.2 | 1.0 | 0.4 | 15.2 |
| 1998–99      | HOU          | 42    | 40    | 36.3 | .478 | .160 | .719 | 12.3  | 4.6 | 1.0 | 0.3 | 16.1 |
| 1999–2000    | HOU          | 20    | 18    | 31.0 | .477 | .231 | .645 | 10.5  | 3.2 | 0.7 | 0.2 | 14.5 |
| 通算         | 通算         | 1,073 | 1,012 | 36.7 | .541 | .266 | .735 | 11.7  | 3.9 | 1.5 | 0.8 | 22.1 |
| オールスター | オールスター | 11    | 7     | 23.2 | .495 | .250 | .625 | 6.7   | 1.8 | 1.3 | 0.4 | 12.6 |

### プレーオフ
| シーズン | チーム | GP  | GS  | MPG  | FG%  | 3P%  | FT%  | RPG  | APG | SPG | BPG | PPG  |
| -------- | ------ | --- | --- | ---- | ---- | ---- | ---- | ---- | --- | --- | --- | ---- |
| 1986     | PHI    | 13  | 2   | 31.4 | .540 | .667 | .733 | 11.1 | 2.0 | 1.8 | 1.2 | 14.9 |
| 1987     | PHI    | 12  | 12  | 41.4 | .578 | .067 | .695 | 15.8 | 5.6 | 2.3 | 1.3 | 25.0 |
| 1988     | PHI    | 5   | 5   | 42.0 | .573 | .125 | .800 | 12.6 | 2.4 | 0.8 | 1.6 | 24.6 |
| 1990     | PHI    | 3   | 3   | 45.0 | .644 | .200 | .710 | 11.7 | 5.3 | 1.7 | 0.7 | 27.0 |
| 1991     | PHI    | 10  | 10  | 41.9 | .543 | .333 | .602 | 15.5 | 4.3 | 0.8 | 0.7 | 24.7 |
| 1992     | PHI    | 8   | 8   | 40.8 | .592 | .100 | .653 | 10.5 | 6.0 | 1.9 | 0.4 | 24.9 |
| 1994     | PHX    | 24  | 24  | 42.8 | .477 | .222 | .771 | 13.6 | 4.3 | 1.6 | 1.0 | 26.6 |
| 1995     | PHX    | 10  | 10  | 42.5 | .509 | .350 | .764 | 13.0 | 4.8 | 2.5 | 0.9 | 27.6 |
| 1996     | PHX    | 10  | 10  | 39.0 | .500 | .257 | .733 | 13.4 | 3.2 | 1.3 | 1.1 | 25.7 |
| 1997     | PHX    | 4   | 4   | 41.0 | .443 | .250 | .787 | 13.5 | 3.8 | 1.0 | 1.0 | 25.5 |
| 1998     | HOU    | 16  | 16  | 37.8 | .434 | .289 | .769 | 12.0 | 3.4 | 1.2 | 0.4 | 17.9 |
| 1999     | HOU    | 4   | 0   | 21.8 | .522 | .000 | .571 | 5.3  | 1.0 | 1.3 | 0.0 | 9.0  |
| 2000     | HOU    | 4   | 4   | 39.3 | .529 | .286 | .667 | 13.8 | 3.8 | 1.5 | 0.5 | 23.5 |
| 通算     | 通算   | 123 | 108 | 39.4 | .513 | .255 | .717 | 12.9 | 3.9 | 1.6 | 0.9 | 23.0 |

## ビデオゲーム
バークレーはテレビゲーム「NBA 2K」に過去数年間登場していない。これについてインタビューで「引退した選手たちにいくらかのお金を彼らが支払わないかぎり、僕に似たキャラクターは使わせない」と話している。

## その他

### ユーモアの1例
- トイレで小銭を便器に落としたとき、わざと紙幣をもトイレに落としてから小銭と紙幣を一緒に拾って

「だって、こんなはした金のために手を汚す気にならないだろ」
- 「（沈没船が題材の映画）タイタニックを見ましたか？」とインタビューで聞かれ、

「あぁ、見たよ。ダラスにデンバーに・・（全て当時の弱小チーム）」
- （敬虔なクリスチャンとして有名な）A.C.グリーンに対し、

「なぁ、神様がそんなにいいモノなら、なんでお前にジャンプ・ショットを授けてくれなかったんだろうな」
- ある年のドラフトで、最初から高卒選手の指名が続き、シェーン・バティエが指名されたときに

「やっと酒の飲めるヤツが入ってきたぜ」
- ヒューストン・ロケッツに移籍した1996-97シーズンのプレシーズンマッチのニューヨーク・ニックス戦で、チャールズ・オークリーと乱闘騒ぎを起こし、シーズン開幕戦を出場停止処分を課されたことに対し、

「開幕戦の相手はキングスだろ!?  じゃあ、俺が出なくても勝てるよな!?」

### 人物
- 横幅のある体型と並外れた跳躍力から「空飛ぶ冷蔵庫」の異名を取った。
- 2006年5月3日のESPNのインタビューで、自身のギャンブル癖を認めると共にこれまでに1000万ドル以上を失ったと告白。金には困っていないようで止める気は全くない様子[23][24]。
- 姚明がドラフトで指名された時、ケニー・スミスを相手に、「もし姚明が20得点出来たら、スミスの“尻”にキスする」という賭けをしたが、姚が20得点を記録し賭けに負けてしまう。結局、スミスが“ロバ”を用意し、それにキスすることで落着となった（尻、ロバは共に英語で“ass”）。なお、キスの模様の映像は全米に放送された。
- マイケル・ジョーダンとはライバルでありながら親友であり、一緒にゴルフをする仲。

### 日本
- 『とんねるずの生でダラダラいかせて!!』で石橋貴明らとバスケットの試合をした。バークレー側が勝利する。
- エースコックのカップラーメン「豚キムチ」のCMに出演したことがある。また、ナイキのCMではゴジラと対決したこともある[25]。